# ノーベルファーマ
ノーベルファーマ株式会社（英文社名：Nobelpharma Co., Ltd.）は、東京都中央区新川に本社を置く医療用医薬品メーカーである。既存の製薬会社から顧みられることの少ない疾病の治療薬（アンメットニーズ医薬品）を開発している。

## 概要
ノーベル賞の礎を築いたアルフレッド・ノーベル（Alfred Nobel ）が1870年にNobel Indusrtries Limited を設立。やがて合併による多角化が進められ、世界有数の総合化学会社 ICI 『インペリアル・ケミカル・インダストリーズ』（Imperial Chemical Industries ）へと発展、事業部門 ”ICI Nobel ”を稲畑産業が2002年に買収し現在のNobel Enterprises Industries Inc.となる。グループ企業の一員としてノーベルファーマが誕生した。
アンメットニーズの高い医薬品を開発し、その薬剤を必要とする患者の手もとに届けることを使命として、2003年に設立された。オーファンドラッグ、効能・効果の適応外で使用されている医薬品、小児用医薬品などアンメットニーズの高い医薬品の研究開発に鋭意取り組み、必要とされる現場に届けることにより医療へ貢献している。

## 沿革
- 2003年 - 塩村仁社長らの久永アンドカンパニー有限会社及び稲畑産業株式会社の出資により創業 。
- 2008年 - 新医薬品3品目を上市[1]。ウィルソン病治療薬「ノベルジン®カプセル」、子宮内膜症・月経困難症治療薬「ルナベル®配合錠」、新生児痙攣[2]・てんかん重積状態治療薬「ノーベルバール®静注用」。アルフレッサ ファーマと販売および開発に関する提携契約締結。
- 2009年 - エーザイと「GLIADEL® WAFER」[3]の日本におけるライセンス契約を締結。
- 2012年 - 抗痙攣剤ホストイン®発売。抗ウイルス化学療法剤ホスカビル®発売。
- 2013年 - 悪性神経膠腫治療剤ギリアデル®発売。未熟児動脈管開存症治療剤インダシン®及び抗腫瘍性抗生物質コスメゲン®発売。月経困難症治療剤ルナベル®配合錠ULD発売。 悪性神経膠腫診断用剤アラベル®内用剤発売。悪性胸水治療剤ユニタルク®発売 。
- 2014年 - リンパ脈管筋腫症（LAM）治療剤ラパリムス®発売。 未熟児無呼吸発作治療剤レスピア®発売。
- 2015年 - 抗悪性腫瘍（膵・消化管神経内分泌腫瘍）治療薬ザノサー®発売。結節性硬化症に伴う血管線維腫治療用外用剤（シロリムス）が、厚生労働省より先駆け審査の対象品目に指定される（医薬品第1号）。
- 2016年 -  内転型痙攣性発声障害に対する症状根治治療医療機器（チタンブリッジ）が、厚生労働省より先駆け審査の対象品目に指定される（医療機器第1号）。
- 2016年2月 -  チタンブリッジが先駆け審査品目に指定（医療機器第1号）。
- 2016年11月 -  ホスカビル®をClinigen社に承継。
- 2017年2月-　Japan Venture Awards 2017にて塩村仁社長が経済産業大臣賞を受賞
- 2017年3月 -　ノベルジン®効能追加（低亜鉛血症）。
- 2018年6月 -　ラパリムス®ゲル発売（結節性硬化症に伴う皮膚病変）。
- 2018年7月 -　チタンブリッジ®発売（内転型痙攣性発声障害における症状の改善）。
- 2018年10月 -　ジェミーナ®配合錠発売（月経困難症）。
- 2019年3月 -　本社を中央区日本橋小舟町から中央区新川に移転。
- 2019年6月 -　Nobelpharma America, LLC設立。
- 2019年12月 -　リティンパ®発売（鼓膜穿孔）。
- 2020年5月 -　Plusultra pharma GmbH 設立。
- 2020年6月 -　メラトベル®発売（小児期の神経発達症に伴う入眠困難の改善）。
- 2020年9月 -　ホストイン®静注用750 ㎎ノーベルファーマ自販。
- 2020年12月 -　江蘇諾貝仁医薬有限公司設立。
- 2021年7月 -　法令遵守監督本部を新設。
- 2021年9月 -　ラパリムス®錠1mg 効能追加 難治性リンパ管疾患] [ リンパ管腫（リンパ管奇形）/リンパ管腫症/ゴーハム病/リンパ管拡張症 ］。
- 2022年3月 -　ユニタルク ® 効能追加（外科手術による治療が困難な続発性難治性気胸 ）、ルナベル ®配合錠LD/ULD 効能追加（生殖補助医療 における調節卵巣刺激の開始時期の調整）、ジェミーナ ®配合錠 効能追加（生殖補助医療における調節卵巣刺激の開始時期の調整）、HYFTOR (sirolimus topical gel)が米国食品医薬品局（FDA）より承認。
- 2022年8月 -　米国にてHYFTOR (sirolimus topical gel)発売。
- 2023年2月 -　ウィルソン病治療剤（銅吸収阻害剤）・低亜鉛血症治療剤 『ノベルジン®顆粒 5%』新発売、こども難病生活情報サイト『いんくる～しぶ』 サイトオープン。
- 2023年3月 -　中国において西罗莫司凝胶が 中国国家薬品監督管理局より承認。
- 2023年5月 -　欧州EU全域で結節性硬化症に伴う顔面血管線維腫治療剤「HYFTOR®」販売承認取得。
- 2023年9月 -　英国で結節性硬化症に伴う顔面血管線維腫治療剤「HYFTOR®」販売承認取得。
- 2023年10月 -　欧州EU全域「HYFTOR®」販売（結節性硬化症に伴う顔面血管線維腫治療剤）。
- 2023年11月 -　令和 5 年度 健やか親子 21 全国大会（母子保健家族計画全国大会）ノーベルファーマ株式会社が会長表彰を受賞。
- 2023年12月 -　ダイト株式会社によるオーソライズド･ジェネリック（AG） 酢酸亜鉛錠 25mg・同 50mg「ノーベル」 新発売。
- 2024年1月 -　中国での西罗莫司凝胶『纤洛丽®』（シエンルォリ） 日本製品名『ラパリムス®ゲル 0.2%』発売（成人及び 6 歳以上の小児患者の結節性硬化症に関連する顔面血管線維腫）、mTOR 阻害剤「ラパリムス錠® 1 ㎎」「効能又は効果」追加承認 （脈管腫瘍及び難治性脈管奇形：血管内皮腫、房状血管腫、静脈奇形、青色ゴムまり様母斑症候群、混合型脈管奇形、クリッペル・トレノネー・ウエーバー症候群）「ラパリムス顆粒® 0.2％」剤形追加の承認。

## 主要取引先
- 稲畑産業株式会社
- 長生堂製薬株式会社
- 東洋紡績株式会社
- 富士製薬工業株式会社

## 提携先
- ヤンセンファーマ株式会社
- 富士製薬工業株式会社
- Pfizer Inc.
- Teva Pharmaceuticals USA, Inc.
- Partner Therapeutics, Inc.
- 医療イノベーション推進センター
- 日本BI(日本ベーリンガーインゲルハイム株式会社)
- Novatech SA